# 建康 (司馬保)
建康（けんこう）は、西晋滅亡後に南陽王司馬保（東海王司馬越の甥）が晋王を自称して建てた私年号。319年 - 320年

## 西暦・干支との対照表
| 建康 | 元年  | 2年   |
| 西暦 | 319年 | 320年 |
| 干支 | 己卯  | 庚辰  |